# Outremangeurs Anonymes
Outremangeurs anonymes (OA) est une association d'hommes et de femmes qui partagent leur expérience personnelle, leur force et leur espoir dans le but de se rétablir de la compulsion alimentaire (besoin pressant et irrésistible de manger de façon déraisonnable).
OA accueille toute personne qui veut arrêter de manger compulsivement. Il n'y a ni frais d'adhésion ni obligation financière d'aucune sorte pour devenir membre. OA subvient à ses besoins grâce aux contributions de ses membres ; OA ne sollicite jamais d'argent à l'extérieur du mouvement et n'accepte pas de dons des non-membres. OA n'est affilié à aucun organisme public ou privé, à aucun mouvement politique ou idéologique et à aucune doctrine religieuse.
La seule condition requise pour être membre est un désir d'arrêter de manger compulsivement.
Le programme de rétablissement est basé sur celui des Alcooliques anonymes dans le respect des « Douze Étapes » et des « Douze Traditions. »

## Historique

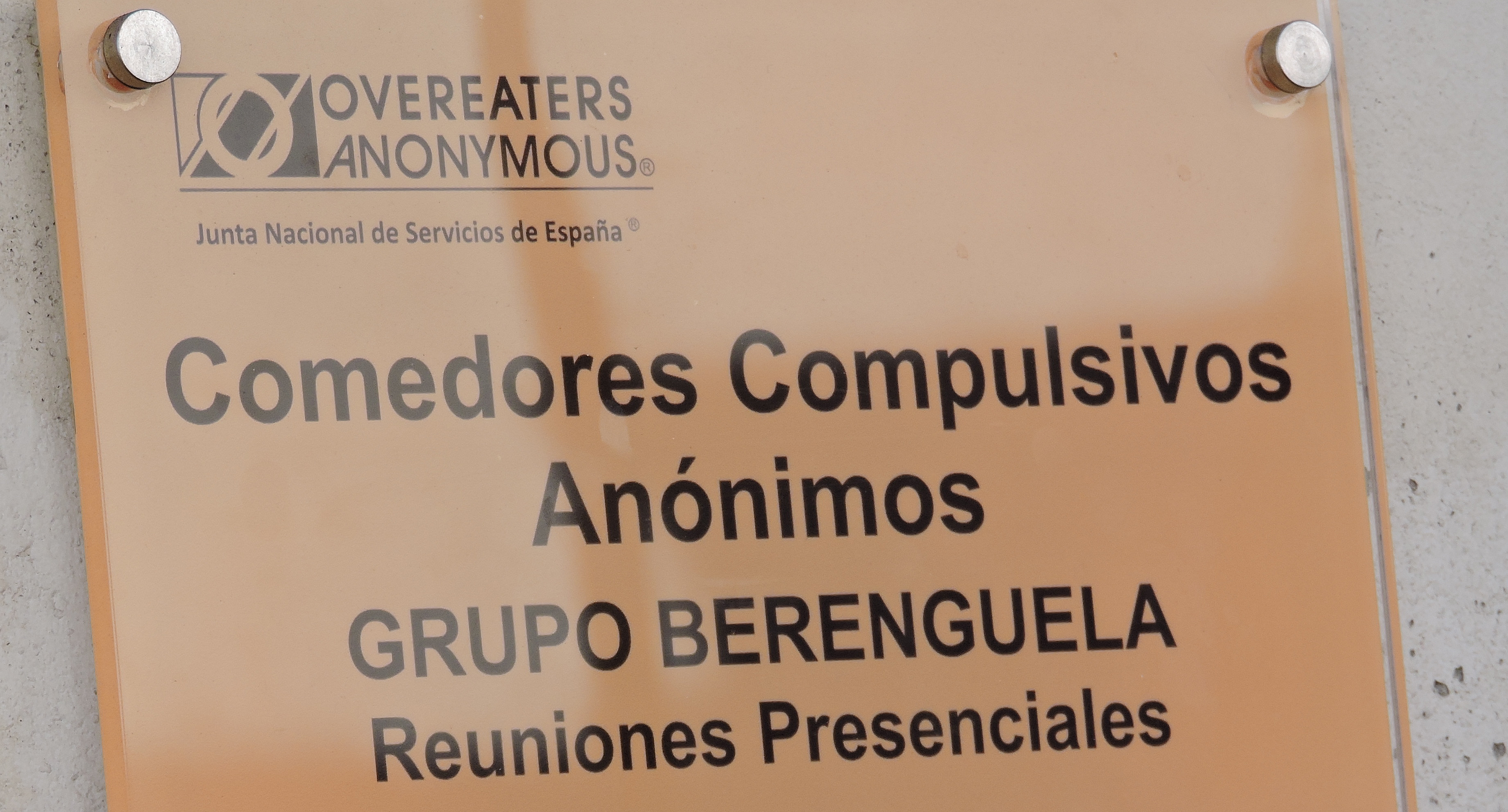
Groupe de Comedores Compulsivos Anónimos (Outremangeurs anonymes) à Saint-Jacques-de-Compostelle (Espagne)

La première réunion OA, le 19 janvier 1960, réunissait trois outremangeurs compulsifs vivant à Los Angeles. C'est le fondateur des Gamblers Anonymous qui a aidé la fondatrice des OA, Rozanne S., à appliquer les principes des Alcooliques anonymes à la compulsion alimentaire. Le 1er novembre 1960, Rozanne ainsi que Barbara, l'une des premières membres, ont été interviewées au cours d'une émission de télévision diffusée par plusieurs grandes chaînes américaines. Elles reçurent cinq cents lettres d'auditrices et d'auditeurs. Le mouvement OA était né.
Le répertoire OA de 1961 faisait état de dix réunions. En août 1962, les représentants de groupes anonymes axés sur la compulsion alimentaire d'autres régions des États-Unis sont venus se joindre aux groupes du sud de la Californie pour la première Conférence nationale. Depuis 1973, la célèbre journaliste américaine Dear Abby publie dans sa chronique des lettres de membres reconnaissants et cette publicité a attiré des milliers de nouveaux membres.
Aujourd'hui, des milliers de groupes ont été fondés dans au moins 22 pays.

## Les OA et les régimes
Pour OA, la nourriture et le poids ne sont que les symptômes d'autres problèmes. La nourriture est une dépendance au même titre que les alcooliques sont dépendants à l'alcool et les toxicomanes à la drogue. Les OA ne prennent pas position sur ce qui pourrait constituer un bon programme alimentaire de perte, de maintien ou de prise de poids. OA ne suggère ni menus ni régimes, pas plus que de services de consultations, ni traitement, ni hospitalisation. Les OA ne participent à aucun titre à des programmes de recherche ou d'information sur les désordres alimentaires.

## Les douze étapes
Le programme de rétablissement basé sur douze étapes est qualifié de « spirituel », puisqu'il préconise un changement intérieur :
1. Nous avons admis que nous étions impuissants devant la nourriture, que nous avions perdu la maîtrise de notre vie.
2. Nous en sommes venus à croire qu’une Puissance supérieure à nous-mêmes pouvait nous rendre la raison.
3. Nous avons décidé de confier notre volonté et notre vie aux soins de Dieu tel que nous Le concevions.
4. Nous avons procédé sans crainte à un inventaire moral, approfondi de nous-mêmes.
5. Nous avons avoué à Dieu, à nous-mêmes et à un autre être humain la nature exacte de nos torts.
6. Nous étions tout à fait prêt à ce que Dieu élimine tous ces défauts.
7. Nous Lui avons humblement demandé de faire disparaître nos défauts.
8. Nous avons dressé une liste de toutes les personnes que nous avons lésées et nous avons consenti à réparer nos torts envers chacune d’elles.
9. Nous avons réparé nos torts directement envers ces personnes dans la mesure du possible, sauf lorsqu’en ce faisant, nous risquions de leur nuire ou de nuire à d’autres.
10. Nous avons poursuivi notre inventaire personnel et promptement admis nos torts dès que nous nous en sommes aperçus.
11. Nous avons cherché par la prière et la méditation à améliorer notre contact conscient avec Dieu tel que nous Le concevions, Lui demandant seulement de connaître Sa volonté à notre égard et de nous donner la force de l’exécuter.
12. Ayant connu un réveil spirituel comme résultat de ces Étapes, nous avons alors essayé de transmettre ce message à d’autres outremangeurs compulsifs et de mettre en pratique ces principes dans tous les domaines de notre vie.

## Les douze traditions
Les traditions ont été conçues pour garantir le bon fonctionnement des groupes.
1. Notre bien être commun devrait venir en premier lieu; le rétablissement personnel dépend de l'unité de OA.
2. Pour le bénéfice de notre groupe, il n'existe qu'une seule autorité ultime, un Dieu d'amour comme il peut se manifester dans la conscience de notre groupe. Nos chefs ne sont que de fidèles serviteurs, ils ne gouvernent pas.
3. La seule condition requise pour devenir membre des OA est le désir d'arrêter de manger compulsivement.
4. Chaque groupe devrait être autonome, sauf lorsque son action touche d'autres groupes ou OA dans son ensemble.
5. Chaque groupe n'a qu'un but primordial: transmettre son message aux autres mangeurs compulsifs qui souffrent encore.
6. Un groupe OA ne doit jamais endosser, financer des groupements connexes ou étrangers ni leur prêter le nom de OA de peur que des soucis d'argent, de propriété ou de prestige ne nous distraient de notre but premier.
7. Chaque groupe doit subvenir entièrement à ses besoins, refusant les contributions de l'extérieur.
8. OA devrait toujours demeurer non professionnel mais non centres de services peuvent engager des employés spécialisés.
9. OA comme tel ne devrait jamais être organisé, cependant nous pouvons constituer des conseils de services ou des comités directement responsables envers ceux qu'ils servent.
10. OA n'exprime jamais d'opinion sur des sujets étrangers; le nom de OA ne doit jamais être mêlé à des controverses publiques.
11. La politique de nos relations publiques sont basées sur l'attrait plutôt que sur la réclame; nous devons toujours garder l'anonymat dans nos rapports avec la télévision, le cinéma ou autre média de communication.
12. L'anonymat est la base spirituelle de nos traditions et nous rappelle de toujours placer les principes au-dessus des personnalités.

## Autres sources
- Le Point en 2011 ,
- LCI en 2014 ,
- Radio Canada en 2015